# Aleix Apocauc
Aleix Apocauc (grec medieval: Ἀλέξιος Ἀπόκαυκος, Aléxios Apókavkos; llatí: Alexius Apocaucus; mort l'11 de juny del 1345) fou ministre en cap i megaduc de l'Imperi Romà d'Orient durant els regnats dels emperadors Andrònic III Paleòleg (r. 1328-1341) i Joan V Paleòleg (1341-1357). Malgrat que havia accedit a aquests alts càrrecs gràcies al patronatge de Joan VI Cantacuzè (r. 1347-1354), fou un dels partidaris més destacats de Joan V en la guerra civil del 1341-1347 contra el seu antic patró, juntament amb el patriarca Joan XIV Calecas i l'emperadriu vídua, Anna de Savoia. Morí linxat per presos polítics mentre inspeccionava una nova presó a Constantinoble.